# Châtillon-en-Diois
Châtillon-en-Diois es una comuna nueva francesa situada en el departamento de Drôme, de la región de Auvernia-Ródano-Alpes.

## Historia
El 1 de enero de 2019 pasó a ser una comuna nueva al absorber la comuna de Treschenu-Creyers.

## Demografía
Según los datos aportados en la resolución del prefecto de Drôme, la comuna se crea con 677 habitantes.

## Composición
| Comuna fusionada   | Código INSEE | Población  | Superficie (km²) | Densidad (hab./km²) |
| ------------------ | ------------ | ---------- | ---------------- | ------------------- |
| Châtillon-en-Diois | 26086        | 552 (2014) | 28.02            | 20                  |
| Treschenu-Creyers  | 26354        | 112 (2016) | 82.04            | 1.4                 |